# آه مون

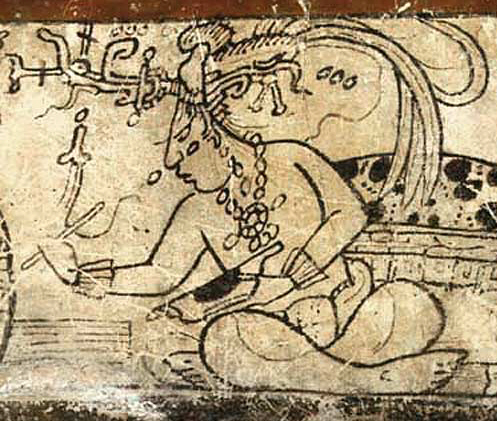
آه مون إله الذرة

آه مون أو أمون (بالإنجليزية: Ah Mun)‏ هو إله الذرة في الديانة المايانية في أمريكا الوسطى، وهو الإله المسؤول عن محصول الذرة حتى ينضج. ويعتبر إله الزراعة بصورة عامة. وكثيرًا ما يرتبط آه مون بالجنوب، واللون الأصفر والرقم ثمانية. يتم تمثيله غالبًا على أنه شاب يرتدي في أذنه سلسلة من الذرة، ويكون شكل الجمجمة ممدودًا إلى حد كبير.